# Lavoye
Lavoye – miejscowość i gmina we Francji, w regionie Grand Est, w departamencie Moza.
Według danych na rok 1990 gminę zamieszkiwało 169 osób, a gęstość zaludnienia wynosiła 17 osób/km² (wśród 2335 gmin Lotaryngii Lavoye plasuje się na 876. miejscu pod względem liczby ludności, natomiast pod względem powierzchni na miejscu 610.).